# 해동 (냉각 기술)

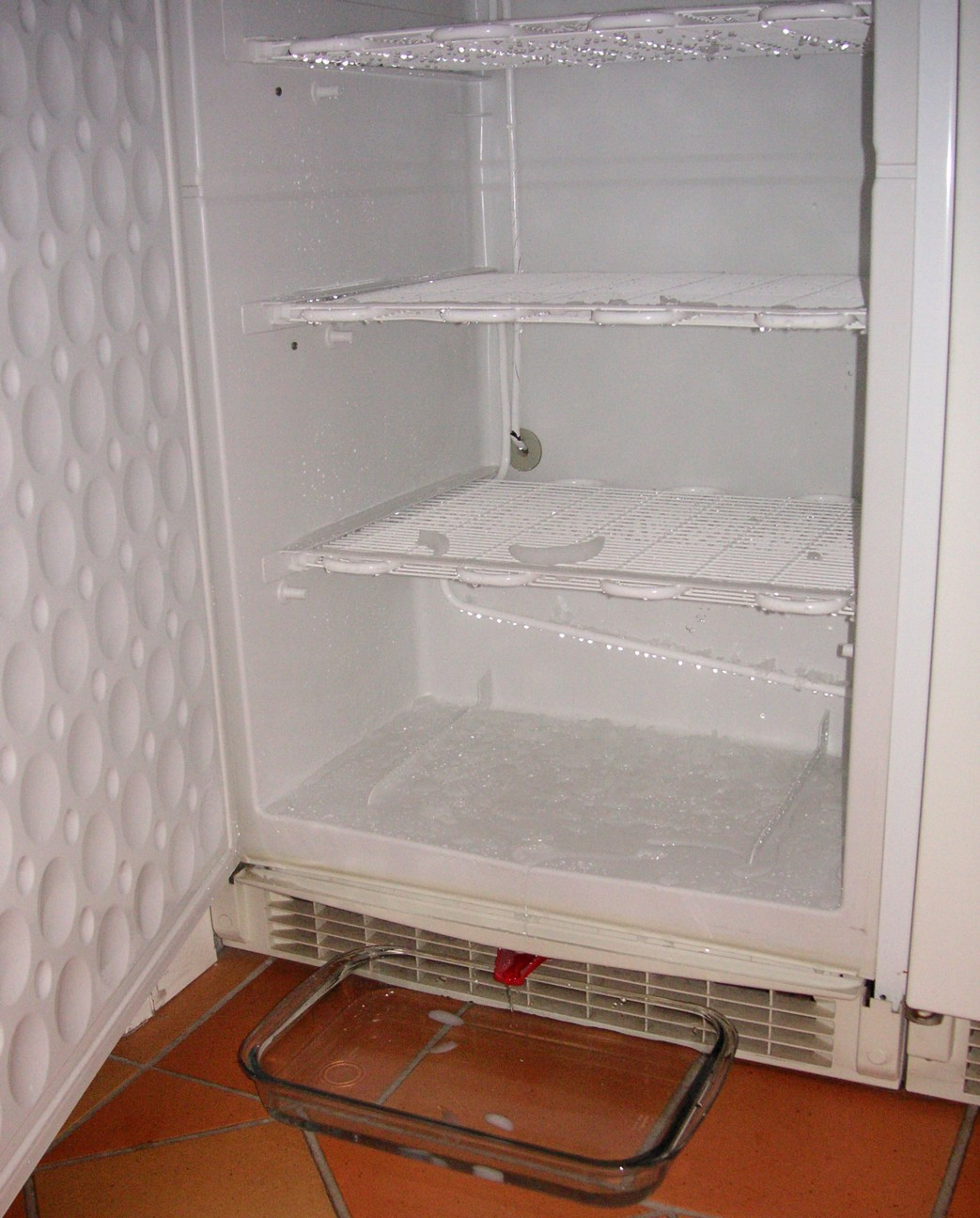
냉장고 자체를 해동하고 있다.

해동(解凍)은 냉장고, 냉동실에서 얼었던 음식 따위를 녹이는 일이다.
냉장고에서 해동은 성에와 얼음을 제거하는 것이다. 제상 절차는 일반적으로 냉장고 및 냉동고에서 주기적으로 수행되어 작동 효율성을 유지한다. 시간이 지남에 따라 도어가 열리고 닫히면서 새로운 공기가 유입되고 공기의 수증기가 캐비닛 내의 냉각 요소에 응결된다.
성에의 유형(다양한 환경에서)에는 습도가 낮은 공기에서 수증기가 침착되어 발생하는 결정성 성에, 습한 조건의 백색 성에, 유리 표면의 창 성에, 차가운 표면 위의 찬 바람으로 인한 이류 성에, 낮은 온도와 매우 낮은 습도에서 눈에 보이는 얼음이 없는 검은 성에, 과냉각된 습한 조건에서 성에 등이 있다.
생성된 얼음은 캐비닛 외부로의 열 전달을 억제하여 운영 비용을 증가시킨다. 또한 얼음이 쌓이면 캐비닛 내부의 공간이 늘어나 식품 보관에 사용할 수 있는 공간이 줄어든다.
수많은 최신 장치는 자동 해동을 사용하며 정상적인 사용 시 수동 해동이 필요하지 않다. 그러나 일부 경우에 성에가 발생치 않는 냉장고/냉동고 사용자는 냉장고 칸으로 공기를 유입시키는 통풍구를 얼음이 막는 것을 발견했다.

## 같이 보기
- 해빙